# Phare de Port-Navalo
Phare de Port-Navalo ist der Name eines Leuchtturms auf der Rhuys-Halbinsel im Hafen Port-Navalo, der zur französischen Gemeinde Arzon im Département Morbihan gehört. Gegenüber der Pointe de Kerpenhir in der Gemeinde Locmariaquer, markiert er die Einfahrt in den Golf von Morbihan. Er hat eine Tragweite von ca. 14,4 Seemeilen.

## Ausrichtung
Zusammen mit dem Leuchtturm Teignouse beleuchtet er die Schifffahrtsstraße von der Durchfahrt zwischen der Halbinsel Quiberon und den Inseln Houat und Hœdic zur Einfahrt in den Golf von Morbihan. Wie gefährlich die Passage dennoch ist, zeigt die Havarie des Großlinienschiffes France, welches am 26. August 1922 auf einen Felsen lief und daraufhin sank. Die Reste der France liegen nur 0,5 Seemeilen von Teignouse entfernt (47° 27′ 6,9″ N, 3° 2′ 13,8″ W).

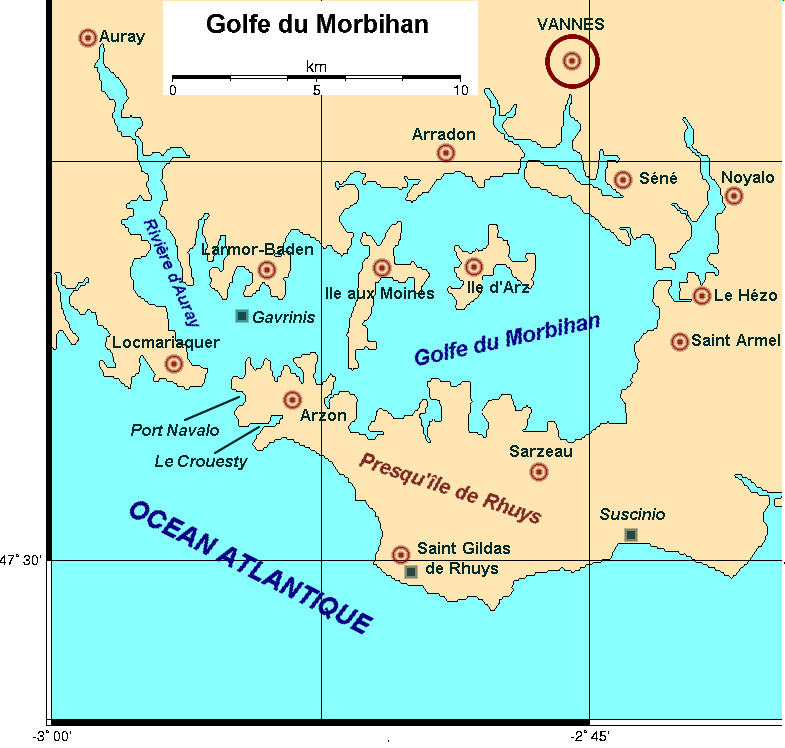
Golfe du Morbihan mit Port-Navalo

## Geschichte
Der kleine Turm direkt am Haus wurde 1840 errichtet und stellte den ersten Leuchtturm von Port-Navalo dar. Er war mit einem festen, weißen Licht ausgestattet und ist ca. 10 m hoch.
Der aktuelle zylindrische, 19 m hohe Leuchtturm wurde 1895 in Betrieb genommen. Während des Zweiten Weltkriegs wurde die Optik am 14. April 1942 demontiert. Er entging 1944 nur knapp einer geplanten Sprengung.

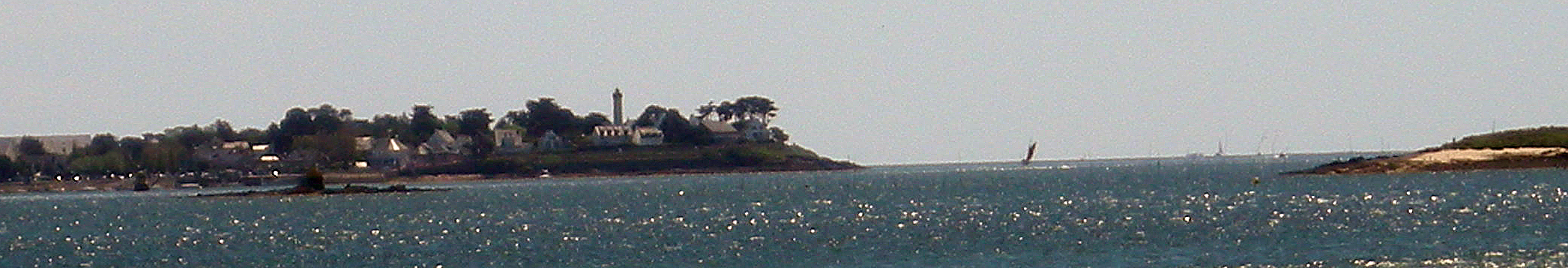
Der Leuchtturm vom Golf von Morbihan aus gesehen.